# Заболотці (Сяноцький повіт)
Заболотці (пол. Zabłotce) — лемківське село в Польщі, у гміні Сянік Сяноцького повіту Підкарпатського воєводства.
Населення — 416 осіб (2011).

## Історія
Згадується в 1440 р. Входило до Сяніцької землі Руського воєводства. За податковим реєстром 1565 р. в селі було 5 кметів на півланах, обтяжені численними податками і повинностями.
1895 року село нараховувало 33 будинки і 180 мешканців (168 греко-католиків, 2 римо-католики і 12 юдеїв), греко-католики належали до парафії Чертеж Сяніцького деканату Перемишльської єпархії.
В 1936 р. було 216 парафіян, які належали до  парафії Чертеж Сяніцького деканату Апостольської адміністрації Лемківщини. Метричні книги велися від 1784 р.
На 1 січня 1939-го в селі з 260 жителів було 230 українців-грекокатоликів, 10 українців-римокатоликів і 20 поляків. Село належало до Сяніцького повіту Львівського воєводства.
Після Другої світової війни українське населення було піддане етноциду. Частина переселена на територію СРСР в 1945-1946 рр. Родини, яким вдалось уникнути виселення, в 1947 році під час Операції Вісла були депортовані на понімецькі землі, на їх місце поселені поляки.
У 1975-1998 роках село належало до Кросненського воєводства.

## Демографія
Демографічна структура станом на 31 березня 2011 року:
|          | Загалом | Допрацездатний вік | Працездатний вік | Постпрацездатний вік |
| -------- | ------- | ------------------ | ---------------- | -------------------- |
| Чоловіки | 202     | 31                 | 143              | 28                   |
| Жінки    | 214     | 37                 | 132              | 45                   |
| Разом    | 416     | 68                 | 275              | 73                   |